# Lagostrofins
Els lagostrofins (Lagostrophinae) són una subfamília de marsupials diprotodonts de la família dels macropòdids. Tant l'única espècie vivent d'aquest grup, el ualabi llebre de bandes (Lagostrophus fasciatus), com els seus representants extints són endèmics d'Austràlia. Aquest clade fou definit basant-se en sinapomorfies del crani i de les dents, car encara no s'han trobat restes d'altres parts del cos de les espècies extintes.